# Oeclidius transversus
Oeclidius transversus är en insektsart som beskrevs av Ball 1934. Oeclidius transversus ingår i släktet Oeclidius och familjen Kinnaridae. Inga underarter finns listade i Catalogue of Life.